# Фальсифікація виборів

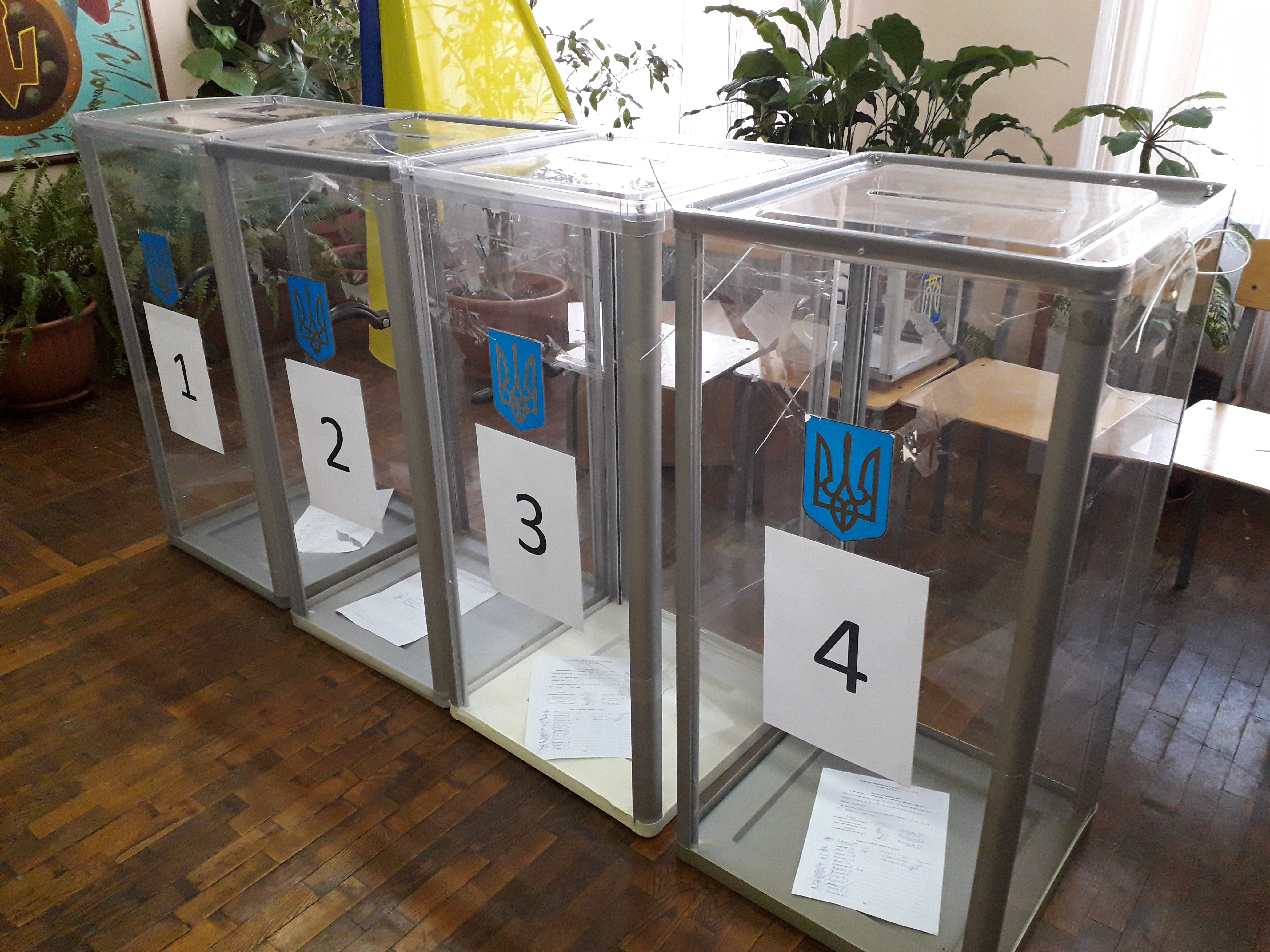
Прозорі скриньки для бюлетенів в Україні для запобігання попереднього «вкидання» бюлетенів

Фальсифіка́ція результа́тів ви́борів — незаконне втручання в процес виборів з метою спотворення результатів волевиявлення за рахунок збільшення частки голосів за певного кандидата або зменшення частки голосів «чужого» кандидата, або обох цих способів. Фальсифікації виборів перебувають поза законом в більшості країн, у тому числі й в Україні.

## Правові аспекти
В юриспруденції використовується термін Фальсифікація виборчих документів, проте він є значно вужчим за фальсифікації результатів виборів. Хоча технічно термін «фальсифікація виборів» поширюється тільки на ті дії, які є незаконними, цей термін іноді використовується для опису дій, які є законними, але вважаються аморальними, порушенням духу виборчого законодавства, або порушенням принципів демократії. Наприклад безальтернативні вибори, в яких тільки один кандидат можете виграти перегони, іноді вважаються фальсифікацією виборів, хоча вони можуть бути в межах законів певної країни.
Фальсифікації призводять до викривлення волевиявлення. У місцевих виборах невеликої кількості фальсифікацій може бути достатньо, щоб змінити результат. Навіть якщо вони на результат не впливають, фальсифікації мають шкідливий вплив, якщо не покарані, знижуючи довіру виборців до інституту виборів. Шахрайські вибори можуть призвести до руйнування демократії й створення або ратифікації диктатури.
Фальсифікації можуть бути виявлені методами математичної статистики, для їх запобігання також існує інститут спостерігачів на виборах.

## Методи фальсифікацій

### На етапі підготовки до виборів
На етапі підготовки до виборів можуть бути реалізовані заходи, які хоча і не належать власне до самих виборів, тим не менше можуть істотно впливати на результат виборів. До таких заходів належать розробка виборчого права, формування комісій і списків кандидатів тощо.

### На етапі агітації
1. Зняття невигідного кандидата з виборів, аж до відкриття кримінального провадження проти кандидатів за різними фактами, дійсними і надуманими.
2. Підготовка «своїх» членів виборчої комісії (підкуп, залякування і.т.д.)
3. Задіяння державних органів та правоохоронців для доступу правильних виборців на дільниці (особливо якщо це спецдільниці — психлікарні, тюрми)
4. Наклеп та «чорний піар» також можна визначити як метод фальсифікації волевиявлення.
5. Адміністративний тиск на працівників держустанов та студентів.

### На етапі голосування
1. «Карусель»: підготовлена людина виносить з ділянки чистий бюлетень, інші люди його (зазвичай керівники групи) заповнюють його у бажаний спосіб, після чого передають наступному підготовленому виборцю, той кидає його в урну, виносить чистий — і так по колу. Часто для цього завозять своїх людей на дільницю автобусами, які катаються по округу від дільниці до дільниці.
2. «Мертві душі». У списки виборців якимось чином вносяться дані про померлих, або взагалі придуманих людей за них теж можуть голосувати, або члени виборчої комісії, або спеціально підготовленні люди.
3. «Вкидання бюлетенів» відбувається часто через те, що на дільниці в будь-якому випадку є надлишок бюлетенів (стовідсоткове відвідування виборів рідкість при виборчій демократії), ці бюлетені можна непомітно заповнити і вкинути за «потрібного» кандидата. Крім того, цей метод дозволяє підняти явку учасників голосування на дільниці. Зі зрозумілих[кому?] причин робиться перед закриттям дільниці на підрахунок голосів.
4. Маніпуляції з попереднім голосуванням — (раніше були відкріпні талони) голосування в кількох дільницях офіційно.
5. Голосування вдома дає великий простір для маніпуляцій з бюлетенями — допомога в заповненні за свого кандидата, псування бюлетеня за чужого. Також можливе вкидання бюлетенів за людей які фактично не голосували.
6. «Купівля голосів» — видача грошової, або якоїсь іншої винагороди за голосування за певного кандидата. підтвердженням звичайно служить фото бюлетеня після виходу з дільниці, або якщо є на дільниці камери спостереження, то показ свого заповненого бюлетеня на камеру в онлайні.
7. Недійсні бюлетені — можуть бути без підпису члена комісії, додаткові позначки проти всіх або за кількох кандидатів (можуть бути зроблені непомітно членом комісії).
8. Використання ручок, олівців, помітки від яких можуть бути виведеними, або зникають самостійно з часом. При перерахунку, порожній бюлетень визнають недійсним.[1]
9. «Один бюлетень» — метод, який застосовується у провінції, де впливова партія спускає інструкції для підконтрольної комісії не видавати виборцям бюлетені з прізвищами мажоритарників, а самим заповнювати їх на її користь, тобто, розрахунок іде на те, що виборець отримує через незнання не всі бюлетені.[2]

### На етапі підрахунку голосів
1. Підписування пустих протоколів головою та членами комісії куди пізніше вносяться «потрібні» данні голосування.
2. Псування бюлетенів «чужого» кандидата, з метою визнання їх недійсними. (достатньо надірвати пачку і помалювати ручкою по краях бюлетенів)
3. Перемішування пачок бюлетенів на користь потрібного кандидата, коли при недостачі голосів просто до них додаються бюлетені іншого кандидата.
4. Підміна урни для голосування на зарання підготовлену урну з «правильно» проголосованими бюлетенями.
5. Вимкнення світла на дільниці, коли відбувається підрахунок голосів, з метою здійснення вищезгаданих фальсифікацій[3][4]